# 郭俊波
郭俊波（1950年—），河南滑县人，曾任中国人民解放军国防大学副政治委员，中共十七大代表，中将军衔。
郭俊波早年毕业于滑县第十一中学（现安阳市第二实验中学），1968年加入中国人民解放军。曾担任过第二炮兵第53基地政治委员、第54基地政治委员。2009年出任国防大学副政治委员，2010年7月晋升中将军衔。